# North Platte River
North Platte River är en ca 1100 kilometer lång flod i västra USA. Den är biflod till Platte River. Floden rinner genom delstaterna Colorado, Wyoming och Nebraska.
Några av de största bifloderna är Sweetwater River, Medicine Bow River och Laramie River. Floden rinner förbi städerna Walden, Colorado, Casper och Laramie, Wyoming, Scottsbluff, Gering och Oshkosh, Nebraska och förenas med South Platte River till Platte River öster om staden North Platte, Nebraska.
Under 1800-talet gick flera nybyggarleder västerut längs North Platte River, bland andra Oregon Trail (1843–1869), California Trail (1843–1869), Mormon Trail (1847–1869) och Bozeman Trail (1863–68). Dessa upphörde huvudsakligen när den transamerikanska järnvägen drogs längs en sydligare rutt och färdigställdes 1869. Idag går landsvägen U.S. Route 26 längs flodens nedre sträckning.